# Club de Vela del Valle del Walnut
El Club de Vela del Valle del Walnut (Walnut Valley Sailing Club en idioma inglés y oficialmente) es un club náutico ubicado en El Dorado (Kansas), Estados Unidos. 
Fue fundado en 1937 como Club de Vela de Wichita (Wichita Sailing Club en inglés) en Wichita (Kansas) y su flota navegaba en el lago Santa Fe, un embalse situado entre Wichita y Augusta. En 1985 se trasladó a El Dorado, donde se encuentra actualmente, tras construirse el lago El Dorado, otro embalse, en el río Walnut, y cambió de denominación a la actual.
Su regatista Ted A. Wells ganó dos campeonatos del mundo de la clase Snipe, en 1947 y 1949, así como tres campeonatos de Estados Unidos.